# Inside the Eyes
Albums de Karma
Leave Now!!!
(2006)
Inside the Eyes est le premier album du groupe brésilien Karma.

## Liste des morceaux
1. "Intro" – 0:16
2. "In the Name of God" – 6:51
3. "The Snow of the Sunset" – 5:56
4. "The Sarcastic Weaver" – 8:31
5. "Slandering" – 7:13
6. "World in Madness" – 7:27
7. "The Speech" – 5:45
8. "Chains of Oppression" – 8:18
9. "Vega" – 4:48
10. "Eyes" – 8:46

## Formation
- Thiago Bianchi (chant)
- Chico Dehira (guitare)
- Fabrizio Di Sarno (claviers)
- Felipe Andreoli (basse)
- Marcell Cardoso (batterie)

## Invité
- Andre Matos (chant sur "The Speech")